# Svarttjärnen (Bodums socken, Ångermanland, 711480-152735)
Svarttjärnen är en sjö i Strömsunds kommun i Ångermanland och ingår i Ångermanälvens huvudavrinningsområde.